# باشگاه فوتبال زنان ناپولی
باشگاه فوتبال زنان ناپولی (انگلیسی: SSD Napoli Femminile) یک باشگاه فوتبال مستقر در ناپل، ایتالیا است که در حال حاضر در سری آ زنان، بالاترین رده لیگ حرفه‌ای فوتبال زنان در این کشور، به رقابت می‌پردازد.
این باشگاه بازی‌های خانگی خود را در ورزشگاه کامیوناله جیوسپه پیکولو مستقر در چرکولا، ایتالیا انجام می‌دهد.

## تاریخچه
باشگاه با نام ASD Calciosmania Napoli تأسیس شد و در سال ۲۰۰۶ پس از ادغام با SSC Venus Napoli، نام ASD Napoli Calcio Femminile را به خود گرفت. این باشگاه با هدف ارتقای فوتبال زنان در منطقه ناپل شکل گرفت و در سال‌های ابتدایی فعالیت خود در رده‌های پایین‌تر لیگ‌های فوتبال زنان ایتالیا حضور داشت. در سال ۲۰۱۲، باشگاه فوتبال زنان ناپولی به موفقیتی بزرگ دست یافت و به فینال جام ملی رسید، اما در وقت اضافه مقابل ای‌سی‌اف برشیا شکست خورد. با این حال، همین حضور در فینال موجب افزایش توجه عمومی به این باشگاه شد و اعتبار آن را در سطح ملی افزایش داد. در همان سال، تیم موفق شد برای نخستین بار به سری آ صعود کند و وارد سطح اول فوتبال زنان ایتالیا شود.
در سال ۲۰۱۷، باشگاه با تیم Napoli Dream Team ادغام شد و ساختار حرفه‌ای‌تری پیدا کرد. پس از این ادغام، باشگاه نام رسمی فعلی خود را برگزید و تمرکز خود را بر توسعه استعدادهای محلی و جذب بازیکنان باکیفیت معطوف کرد.
در فصل ۲۰–۲۰۱۹، باشگاه فوتبال زنان ناپولی قهرمان گروه D لیگ سری سی زنان شد و به سری بی صعود کرد. در آن فصل از سری بی، این باشگاه صدرنشین جدول بود تا این‌که به‌دلیل محدودیت‌های ناشی از شیوع ویروس کرونا، رقابت‌ها به حالت تعلیق درآمد. در نهایت، رده‌بندی نهایی براساس ضریب اصلاح‌شده محاسبه شد و باشگاه فوتبال زنان ناپولی در جایگاه نخست قرار گرفت و به سری آ صعود کرد.
در فصل ۲۰۲۰–۲۱، باشگاه فوتبال زنان ناپولی در نخستین تجربهٔ بازگشت به سطح اول، در رده دهم جدول ایستاد. این تیم در هفته پایانی با کسب تساوی مقابل باشگاه فوتبال زنان آ.اس. رم موفق شد از سقوط نجات پیدا کند و جایگاه خود را در سری آ زنان حفظ کند. فصل بعد، یعنی ۲۰۲۱–۲۲، نیز با قرار گرفتن در همان رده به پایان رسید، اما به دلیل افزایش تعداد تیم‌های سقوط‌کننده، باشگاه فوتبال زنان ناپولی با شکست ۱–۳ در دیدار پایانی مقابل باشگاه فوتبال زنان پومیلیانو به سری بی سقوط کرد.
در فصل ۲۳–۲۰۲۲ سری بی، باشگاه فوتبال زنان ناپولی با عملکردی قدرتمند توانست از همان ابتدا خود را به عنوان مدعی اصلی صعود مطرح کند. با وجود رقابت سخت با لاتزیو، باشگاه فوتبال زنان ناپولی موفق شد با کسب نتایج پیوسته و قدرتمند، جایگاه نخست جدول را حفظ کند. این تیم در پایان فصل، با فاصله‌ای اندک نسبت به لاتزیو، قهرمان شد و پس از تنها یک فصل، مجدداً به سری آ صعود کرد. این صعود مجدد، نشان‌دهنده ثبات و رشد تدریجی باشگاه در مسیر حرفه‌ای‌سازی فوتبال زنان در جنوب ایتالیا است.

## افتخارات
- سری آ۲
  - قهرمان (۱): ۲۰۱۱–۱۲ [it] (گروه D)
- سری بی
  - قهرمان (۳): ۲۰۰۷–۰۸ [it] (گروه E), ۲۰۱۹–۲۰ [it], ۲۰۲۲–۲۳ [it]
- سری سی
  - قهرمان (۱): ۲۰۱۸–۱۹ [it] (گروه D)